# Marlboro Friday
Marlboro Friday (El Divendres Marlboro) fa referència al 2 d'abril del 1993, quan Philip Morris va anunciar un retall al preu de les cigarretes Marlboro en un 20% per plantar cara als competidors que s'estaven menjant la seva posició al mercat.
Com a resultat, el valor de Philip Morris va caure un 26% i el valor d'altres productes de companyies de marca, com Heinz, Coca-Cola i RJR Nabisco va caure també. En total, el S&P 500 Index va caure un 1,98% aquell dia.
La revista Fortune va parlar del Marlboro Friday com "el dia que l'home de Marlboro va caure del cavall"". Els inversors van interpretar la baixada de preu com un reconeixement de la derrota de la marca Marlboro, que Philip Morris no podia seguir competint amb aquells alts preus si volia competir amb altres marques genèriques.
L'home de Marlboro va ser una imatge que va mantenir-se des 1954, va ser considerada una de les més grans icones del màrqueting. Els inversors van entendre que veure com l'home de Marlboro entrava en una guerra de preus deixava el màrqueting com a inefectiu. Com a resultat de la pèrdua dels valor de les més grans marques nord-americanes el 1993 va suposar un lleuger descens a les despeses per publicitat als Estats Units.
Les companyies van començar a invertir més en promocions més que no pas en publicitat. El 1983 als EUA, la mitjana de despesa en màrqueting era 70% publicitat i 20% promocions, el 1993 va fer un gir total a 70% promocions i 20% publicitat.
Va ser l'única baixada des 1970. En aquell moment, aquest moment va ser titllat com a significant de "la mort de la marca" i com l'arribada d'una generació de consumidors que donen més atenció al valor real dels productes i no als noms de les marques. Aquest punt de vista va comprovar-se erroni, perquè la resta de la dècada va ser dominat per les marques i campanyes de màrqueting de gran despesa.